# Amastigia funiculata
Amastigia funiculata is een mosdiertjessoort uit de familie van de Candidae. De wetenschappelijke naam van de soort is voor het eerst geldig gepubliceerd in 1886 door MacGillivray.